# Libkov u Nasavrk
Libkov (deutsch Lipkow, 1939–45 Lipkau) ist eine Gemeinde in Tschechien. Sie liegt vier Kilometer westlich von Nasavrky und gehört zum Okres Chrudim.

## Geographie

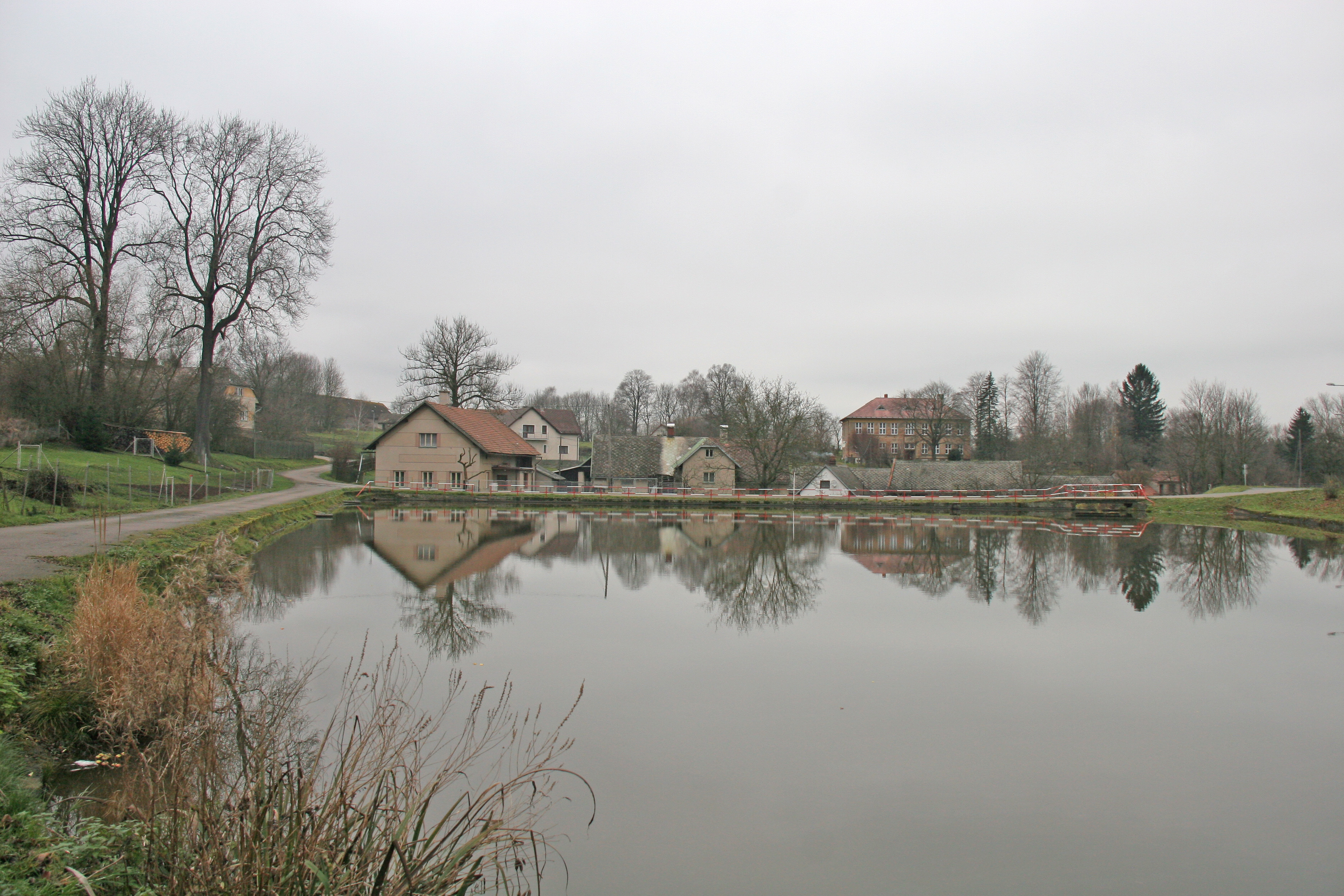
Dorfteich

Das von Wäldern und Wiesen umgebene Dorf Libkov befindet sich am Bach Lupoměšský potok im Eisengebirge (Železné hory). Durch den Ort verläuft die Staatsstraße II/337 zwischen Nasavrky und Bojanov. Das Dorf ist Teil des Landschaftsschutzgebietes CHKO Železné hory. Den nördlichen Abschluss des Gemeindegebietes bildet das Tal der Chrudimka. Südöstlich erheben sich die Planina (564 m n.m.), Bučina (611 m n.m.) und der Plesný (611 m n.m.), südwestlich die Krásný (614 m n.m.). 
Nachbarorte sind Samařov, Mezisvětí 2. díl, Požáry, Mezisvětí 1. díl und Křižanovice im Norden, Slavice, Kopáčov und Hradiště im Nordosten, Vedralka und Nasavrky im Osten, Hodonín und Lupoměchy im Südosten, Javorné und Krásné im Süden, Vršov und Polánka im Südwesten, Vápenice und Chlum im Westen sowie Petrkov und Spáleniště im Nordwesten.

## Geschichte
Die erste schriftliche Erwähnung des Dorfes erfolgte 1329, als der Abt Jaroslav und der Prior Všeslav des Benediktinerklosters Wilmzell den wüsten Bojanover Sprengel mit Ausnahme von Křižanovice an Heinrich von Lichtenburg zur Wiederbesiedlung überließen. Der Bojanover Sprengel kam damit unter die Verwaltung der Lichtenburg. Zum Ende des 14. Jahrhunderts erwarb das Kloster das Gebiet zurück, im 15. Jahrhundert kam Libkov zu den Gütern der Burg Oheb. Die Herren Trčka von Lípa veräußerten die Oheber Güter 1555 an Wenzel Robenhaupt von Sucha. 1564 teilten die Söhne des Sigismund Robenhaupt von Sucha, Wenzel und Albrecht, die Güter der wüsten Burg Oheb unter sich auf. Das Gut Bojanov wurde dabei an die Herrschaft Seč angeschlossen. 1628 verkaufte Johann Záruba von Hustířan die Herrschaft Seč mit Bojanov an den kaiserlichen Oberstleutnant Franz de Cuvier, der sie mit seiner Herrschaft Nassaberg vereinigte. Nach dem Tod seines Sohnes und Erben Emanuel de Cuvier († 1663) fiel die Herrschaft Nassaberg mit Seč und Bojanov dessen Mutter, Rosina de Cuvier, geborene von Heiden zu, die in zweiter Ehe mit Nikolaus von Schönfeld verheiratet war. 1753 fiel die Herrschaft Nassaberg Johann Adam von Auersperg als Universalerben des mit Joseph Franz von Schönfeld († 1737) erloschenen Grafengeschlechts von Schönfeld zu. 
Libkov war Sitz eines Rychtářs,  der die niedere Gerichtsbarkeit über die umliegenden Dörfer ausübte. Die Chalupner hatten Robotdienste auf den Meierhöfen Travná und Orel sowie im Winter beim Holzschlag in den herrschaftlichen Wäldern abzuleisten, die Bauern waren zur Abfuhr des Holzes zu den Floßplätzen an der Chrudimka sowie als Floßknechte während der Flößerei dienstverpflichtet.
Im Jahre 1835 bestand das im Chrudimer Kreis gelegene Dorf Lipkow aus 24 Häusern, in denen 191 Personen, darunter drei protestantische Familien, lebten. Katholischer Pfarrort war Bojanow, das protestantische Pastorat befand sich in Hradischt. Bis zur Mitte des 19. Jahrhunderts blieb Lipkow der Herrschaft Nassaberg untertänig.
Nach der Aufhebung der Patrimonialherrschaften bildete Lipkov ab 1849 mit den Ortsteilen Chlum, Javorné, Krásné, Mezisvětí, Polánka, Spáleniště und Vápenice eine Gemeinde im Gerichtsbezirk Nassaberg. Ab 1868 gehörte die Gemeinde zum politischen Bezirk Chrudim. 1869 hatte Lipkov 243 Einwohner. Seit den 1870er Jahren wurde auch Lupoměchy als Ortsteil geführt. Haupterwerbsquellen waren der Anbau und die Verarbeitung von Flachs sowie Holzfuhrdienste zu den Bahnhöfen Slatiňany und Kalkpodol. Im Jahre 1890 bestand die Gemeinde aus 151 Häusern, in denen 1008 Menschen lebten; das Dorf Lipkov hatte 219 Einwohner. Die Freiwillige Feuerwehr wurde 1907 gegründet. Im Jahre 1910 lebten in Lipkov 206 Personen. Der Ortsteil Lupoměchy wurde ab 1910 als Česká Lhotice 2. díl bezeichnet. Im Jahre 1914 erfolgte eine Teilung der Gemeinde; Krásné und Javorné schlossen sich zur Gemeinde Krásné zusammen, Chlum und Polánka bildeten die Gemeinde Polánka. Seit 1924 führt das Dorf den Namen Libkov. Seit dem 1. März 1980 werden Mezisvětí 2. díl und Spáleniště nicht mehr als Ortsteile geführt.

## Gemeindegliederung
Für die Gemeinde Libkov sind keine Ortsteile ausgewiesen. Zu Libkov gehören die Wohnplätze Lupoměchy (Lupowiech), Mezisvětí 2. díl (Mesiswet 2. Teil) und Spáleniště (Spalenischt).
Das Gemeindegebiet bildet den Katastralbezirk Libkov u Nasavrk.

## Sehenswürdigkeiten

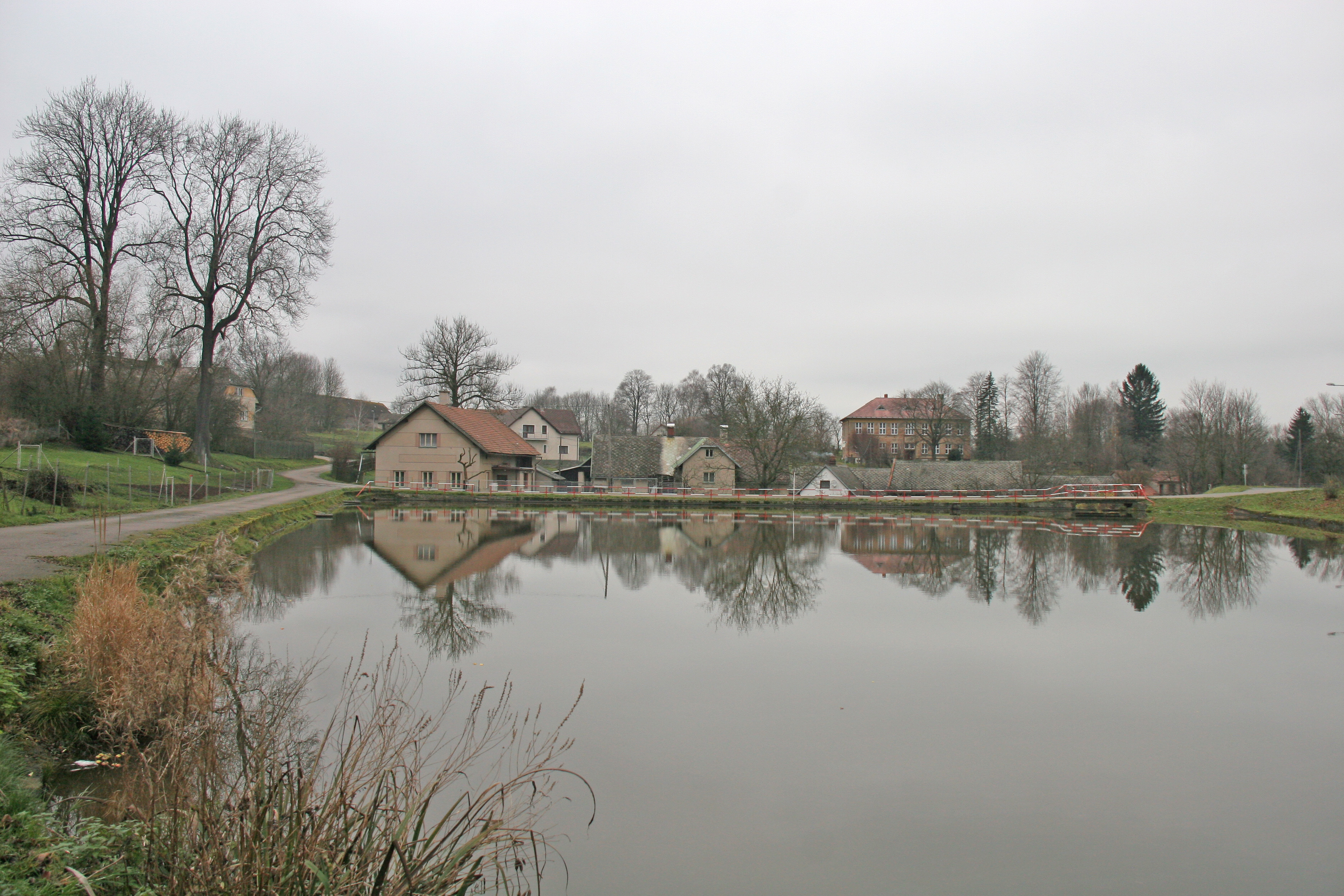
Dorfteich

- Glockenbaum und steinernes Kreuz auf dem Dorfplatz in Libkov
- Libkovský buk, die Rotbuche westlich von Libkov ist als Baumdenkmal geschützt.
- Rybník u Vedralky , der Stauweiher am Jezerní potok östlich des Dorfes dient als Naturbad.